# Blanquizmus
A blanquizmus Louis Auguste Blanqui nevéhez köthető kommunista irányzat. Különös hangsúlyt fektetett a forradalom stratégiájának kidolgozására, melyben központi szerepet kapott az államhatalom megragadása egy jól szervezett, fegyveres összeesküvő csoport révén, s diktatúra bevezetése.

## Főbb jellemzői
„Legnagyobb eredménye a hatalom forradalmi megragadásának elmélete volt. Ebben a gyors államcsíny fontosságát hangsúlyozta, melyet elszánt összeesküvők kis csapatának kell végrehajtania, akik azután diktatórikus módszerekkel szilárdítják meg hatalmukat.”
A blanquisták a proletariátus tömegmozgalmainak, a tömegpártnak és az elméletnek a jelentőségét lebecsülték. Harcot folytattak a proudhonizmus, majd később a bakunyinizmus ellen, s számos alkalommal szövetségre léptek a marxizmus híveivel.
„A Kommün után többnyire emigrációban levő blanquisták 1881-ben szerveződnek újra CRC (Comité Révolutionnaire Central) néven, Blanqui halála után Eduard Vaillant vezetésével. Vaillant a forradalmi, felkelő szektából (a híres „blanquizmus”) egy nyitott párttá alakította a mozgalmat, mely egyre inkább elfogadta a legális eszközöket. A blanquisták lényeges kérdésekben különböztek a guesde-istáktól, számukra ugyanis maga a teória nem sokat jelentett, a blanquista doktrínát néhány fogalomban össze lehet foglalni: közvetlen demokrácia, ateizmus, a Kommün és más forradalmi hagyományok, internacionalizmus, osztályharc, forradalmiság. A blanquisták a teoretikus vitákra úgy tekintettek, mint a munkásmozgalom megosztottságának legfőbb okára: a blanquizmus nagyon is gyakorlati jellegű mozgalom volt (mely a Kommün után már nem merült ki a „puccsizmusban”), jóval kevésbé doktriner, mint a guesde-izmus.”
„A blanquisták később nagyobb figyelmet szenteltek a munkásosztálynak, de továbbra is az összeesküvés hívei maradtak, s lebecsülték a tömegmozgalmat. 1898-ban megalakították a Forradalmi Szocialista Pártot, mely később az SFIO egyik alkotóeleme lett.”

## Engels a blanquizmusról
„Blanqui lényegében politikai forradalmár, azonban csak érzelmében, csak a nép szenvedéseivel való rokonszenvében szocialista, de sem szocialista elmélete, sem pedig határozott gyakorlati javaslatai nincsenek a szociális bajok orvoslására. Politikai tevékenységében lényegileg a »tett embere« volt, aki hitt abban, hogy egy kicsiny, jól szervezett kisebbség, amely a kellő pillanatban forradalmi rajtaütést kísérel meg, néhány első siker révén képes magával ragadni a néptömeget és ily módon győztes forradalmat végbevinni. […] Abból, hogy Blanqui felfogása szerint minden forradalom egy kicsiny forradalmi kisebbség rajtaütése, természetszerűen következik a diktatúra szükségessége a siker után: magától értetődően nem az egész forradalmi osztálynak, a proletariátusnak a diktatúrája, hanem azoké a keveseké, akik a rajtaütést véghezvitték, s akik maguk is eleve már egyvalakinek vagy néhány személynek a diktatúrája alatt vannak megszervezve.”

## Rosa Luxemburg Lenin-kritikája
Rosa Luxemburg Az orosz szociáldemokrácia szervezeti kérdései című, 1904-es írásában bírálta Lenin Egy lépés előre, két lépés hátra című művében kifejtett szervezeti elveit, s Lenint blanquizmussal vádolta:
„A szociáldemokrácia centralizációjának e két alapelvre történő felépítését – egyrészt minden pártszervezetnek és tevékenységüknek a legapróbb részletekig történő vak alárendelését egy olyan központi hatalomnak, amely egyedül gondolkodik, dönt és cselekszik mindenki helyett, másrészt a párt szervezett magjának éles elhatárolását az őt körülvevő forradalmi környezettől, amely mellett Lenin kardoskodik – ezért úgy tekintjük, mint a blanquista mozgalom összeesküvő szervezeti alapelvének átvitelét a munkástömegek szociáldemokrata mozgalmára.”